# Ambassade de Tchéquie en Guinée
L'ambassade de Tchéquie en Guinée est la principale représentation diplomatique de Tchéquie en république de Guinée.

## Liste des ambassadeurs
| N° | Nom et prénoms | Début            | Fin      |
| -- | -------------- | ---------------- | -------- |
| 01 | Marek Skoul    | 11 novembre 2022 | En cours |